# Roman Yaremchuk
Román Oléhovych Yaremchuk (en ucraniano: Рома́н Оле́гович Яремчу́к; Lviv, Ucrania, 27 de noviembre de 1995) es un futbolista internacional ucraniano. Juega de delantero y su equipo es el Olympiacos F. C. de la Superliga de Grecia.

## Trayectoria
El 31 de julio de 2021 el S. L. Benfica anunció su fichaje con un contrato hasta 2026. Estuvo poco más de un año, ya que el 29 de agosto de 2022 fue traspasado al Club Brujas, equipo con el que firmó por cuatro temporadas.
El 1 de septiembre de 2023 fue cedido al Valencia C. F. hasta junio de 2024. Durante la campaña marcó cuatro goles en los 29 partidos que disputó y en la siguiente se marchó al Olympiacos F. C. tras llegarse a un acuerdo para su venta con los belgas.

## Selección nacional

### Participaciones en Eurocopas
| Copa          | Sede     | Resultado        | Partidos | Goles |
| ------------- | -------- | ---------------- | -------- | ----- |
| Eurocopa 2020 | Europa   | Cuartos de final | 5        | 2     |
| Eurocopa 2024 | Alemania | Primera fase     | 3        | 1     |

## Estadísticas

### Clubes
Actualizado al último partido disputado el 17 de mayo de 2025.
| Club                        | Div.          | Temporada     | Liga  | Liga  | Copas nacionales | Copas nacionales | Copas internacionales | Copas internacionales | Total | Total |
| Club                        | Div.          | Temporada     | Part. | Goles | Part.            | Goles            | Part.                 | Goles                 | Part. | Goles |
| --------------------------- | ------------- | ------------- | ----- | ----- | ---------------- | ---------------- | --------------------- | --------------------- | ----- | ----- |
| FC Dynamo-2 Kiev · Ucrania  | 2.ª           | 2013-14       | 19    | 3     | ―                | ―                | ―                     | ―                     | 19    | 3     |
| FC Dynamo-2 Kiev · Ucrania  | 2.ª           | 2014-15       | 23    | 4     | ―                | ―                | ―                     | ―                     | 23    | 4     |
| FC Dynamo-2 Kiev · Ucrania  | Total club    | Total club    | 42    | 7     | 0                | 0                | 0                     | 0                     | 42    | 7     |
| FC Dinamo de Kiev · Ucrania | 1.ª           | 2015-16       | 0     | 0     | 1                | 0                | ―                     | ―                     | 1     | 0     |
| FC Dinamo de Kiev · Ucrania | 1.ª           | 2016-17       | 9     | 0     | 1                | 0                | ―                     | ―                     | 10    | 0     |
| FC Dinamo de Kiev · Ucrania | Total club    | Total club    | 9     | 0     | 2                | 0                | 0                     | 0                     | 11    | 0     |
| FC Oleksandria · Ucrania    | 1.ª           | 2016-17       | 14    | 5     | 1                | 1                | 2                     | 0                     | 17    | 6     |
| FC Oleksandria · Ucrania    | Total club    | Total club    | 14    | 5     | 1                | 1                | 2                     | 0                     | 17    | 6     |
| K. A. A. Gante · Bélgica    | 1.ª           | 2017-18       | 32    | 9     | 2                | 0                | ―                     | ―                     | 34    | 9     |
| K. A. A. Gante · Bélgica    | 1.ª           | 2018-19       | 37    | 8     | 4                | 3                | 4                     | 1                     | 45    | 12    |
| K. A. A. Gante · Bélgica    | 1.ª           | 2019-20       | 18    | 10    | 1                | 0                | 11                    | 7                     | 30    | 17    |
| K. A. A. Gante · Bélgica    | 1.ª           | 2020-21       | 34    | 20    | 2                | 1                | 7                     | 2                     | 43    | 23    |
| K. A. A. Gante · Bélgica    | Total club    | Total club    | 121   | 47    | 9                | 4                | 22                    | 10                    | 152   | 61    |
| S. L. Benfica Portugal      | 1.ª           | 2021-22       | 23    | 6     | 6                | 0                | 13                    | 3                     | 42    | 9     |
| S. L. Benfica Portugal      | 1.ª           | 2022-23       | 2     | 0     | 0                | 0                | 3                     | 0                     | 5     | 0     |
| S. L. Benfica Portugal      | Total club    | Total club    | 25    | 6     | 6                | 0                | 16                    | 3                     | 47    | 9     |
| Club Brujas · Bélgica       | 1.ª           | 2022-23       | 23    | 2     | 0                | 0                | 4                     | 0                     | 27    | 2     |
| Club Brujas · Bélgica       | 1.ª           | 2023-24       | 3     | 0     | ―                | ―                | 2                     | 4                     | 5     | 4     |
| Club Brujas · Bélgica       | Total club    | Total club    | 26    | 2     | 0                | 0                | 6                     | 4                     | 32    | 6     |
| Valencia C. F. · España     | 1.ª           | 2023-24       | 25    | 3     | 4                | 1                | ―                     | ―                     | 29    | 4     |
| Valencia C. F. · España     | Total club    | Total club    | 25    | 3     | 4                | 1                | 0                     | 0                     | 29    | 4     |
| Olympiacos F. C. · Grecia   | 1.ª           | 2024-25       | 23    | 4     | 3                | 4                | 7                     | 2                     | 33    | 10    |
| Olympiacos F. C. · Grecia   | Total club    | Total club    | 23    | 4     | 3                | 4                | 7                     | 2                     | 33    | 10    |
| Total carrera               | Total carrera | Total carrera | 285   | 74    | 25               | 10               | 53                    | 19                    | 363   | 103   |

## Palmarés

### Títulos nacionales
| Título              | Club             | País   | Año  |
| ------------------- | ---------------- | ------ | ---- |
| Superliga de Grecia | Olympiacos F. C. | Grecia | 2025 |
| Copa de Grecia      | Olympiacos F. C. | Grecia | 2025 |